# Tantaal
Tantaal of tantalium is een scheikundig element met symbool Ta en atoomnummer 73. Het is een grijsblauw overgangsmetaal.

## Ontdekking
Tantaal is in 1802 in Zweden ontdekt door Anders Gustaf Ekeberg en in 1820 voor het eerst geïsoleerd door Jöns Jacob Berzelius. Veel scheikundigen in die tijd dachten dat tantaal een isotoop van niobium was, maar in 1866 werd door Jean Charles de Marignac aangetoond dat de zuren van tantaal en niobium verschillende verbindingen waren.
In het begin van de 20e eeuw werd redelijk zuiver tantaal verkregen door Werner von Bolton, die dit gebruikte als gloeidraad in lampen. Later werd dat vervangen door wolfraam.
De naam tantalium is afkomstig van het Griekse Tantalos, een mythisch personage.

## Toepassingen
In poedervorm wordt tantaal veelvuldig gebruikt bij de productie van elektronische componenten, vooral solid-state condensatoren. 
Andere toepassingen van tantalium zijn:
- In legeringen waarvoor een hoog smeltpunt belangrijk is.
- Als grondstof bij de productie van hoogwaardige gereedschappen, vliegtuigmotoren, kernreactoren en raketonderdelen.
- De goede buigzaamheid maakt tantaal geschikt voor het trekken van draden, waar andere metalen zoals aluminium opgedampt kunnen worden.
- Tantaaloxide wordt vanwege de hoge brekingsindex gebruikt voor lenzen.
- Voor condensatoren met een hoge capaciteit bij gering gewicht, bijvoorbeeld in mobiele telefoons.
- In de chemische industrie als verwarmingskaarsen, thermokoppelbeschermbuis. Het wordt vooral toegepast bij de aanwezigheid van chloride-ionen bij hogere temperaturen.

Omdat zuiver tantaal niet reageert met lichaamsvloeistoffen, wordt het soms gebruikt voor implantaten.

## Opmerkelijke eigenschappen
Tantaal is een zeer buigzaam, hard en zwaar metaal dat eenvoudig te bewerken is. Het is zeer resistent tegen zuren en andere corroderende chemicaliën. Bij temperaturen onder de 150 °C wordt het alleen aangetast door geconcentreerde waterstoffluorideoplossingen en zwaveltrioxide. Het hoge smeltpunt wordt alleen overtroffen door wolfraam, renium, osmium en koolstof.

## Verschijning
In de natuur komt tantaal voor in de mineralen tantaliet en euxeniet die voornamelijk worden aangetroffen in Australië, Brazilië, Canada, de Democratische Republiek Congo, Mozambique, Nigeria, Portugal en Thailand. Tantaliet komt vaak voor in combinatie met columbiet.
De isolatie van tantaal is een gecompliceerd proces omdat het bijzonder moeilijk te scheiden is van niobium. De meest toegepaste technieken zijn elektrolyse van gesmolten kaliumfluorotantalaat en reductie door natrium. Tantaal is ook een bijproduct van de tinwinning.

## Isotopen
| Stabielste isotopen | Stabielste isotopen | Stabielste isotopen       | Stabielste isotopen       | Stabielste isotopen       | Stabielste isotopen       |
| Iso                 | RA (%)              | Halveringstijd            | VV                        | VE (MeV)                  | VP                        |
| ------------------- | ------------------- | ------------------------- | ------------------------- | ------------------------- | ------------------------- |
| 179Ta               | syn                 | 1,82 j                    | EV                        | 1,106                     | 179Hf                     |
| 180Ta               | syn                 | 8,125 h                   | EV β−                     | 0,854 0,708               | 180Hf 180W                |
| 180mTa              | 0,012               | 1,2·1015 j                | EV β− IT                  | 0,929 0,783 0,075         | 180Hf 180W 180Ta          |
| 181Ta               | 99,988              | stabiel met 108 neutronen | stabiel met 108 neutronen | stabiel met 108 neutronen | stabiel met 108 neutronen |
| 182Ta               | syn                 | 114,43 d                  | β−                        | 1,814                     | 182W                      |
| 183Ta               | syn                 | 5,1 d                     | β−                        | 1,070                     | 183W                      |

In de natuur komen twee tantaalisotopen voor: het stabiele 181Ta en het radioactieve 180mTa.

## Toxicologie en veiligheid
Metallisch tantaal wordt niet aangetast door lichaamsstoffen en is daardoor onschadelijk. Tantaliumverbindingen komen zelden voor, maar moeten wel als bijzonder giftig worden beschouwd en van sommige verbindingen is aangetoond dat zij kanker kunnen veroorzaken.